# Debrecínská operace

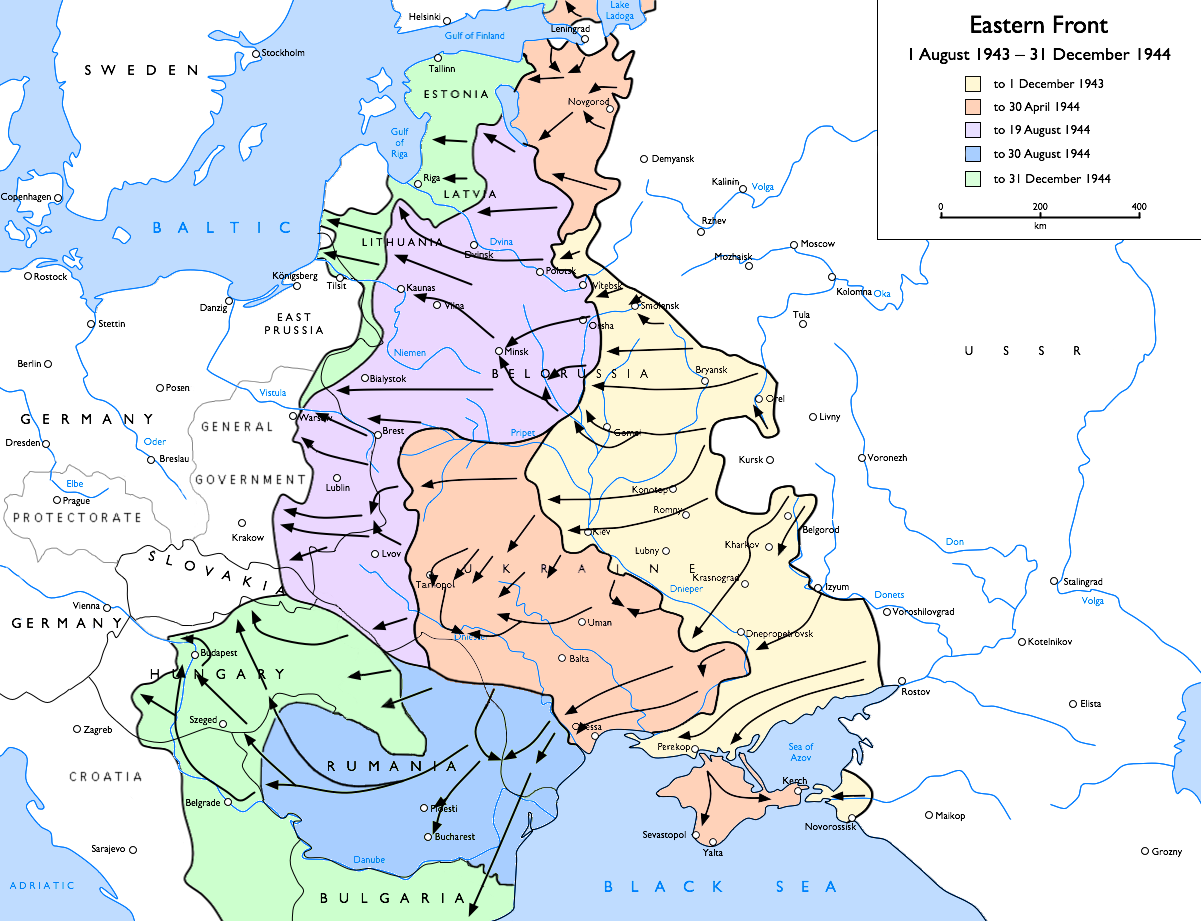
Východní fronta mezi srpnem 1943 a prosincem 1944.

Debrecínské operace byla operace sovětské Rudé armády v druhé světové válce, která se uskutečnila v říjnu 1944. V ní proti sobě stáli sovětský 2. ukrajinský front a německá skupina armád Jižní Ukrajina (8. a 6. německá armáda, 2 maďarské divize tvořící VII. sbor). Hlavním cílem sovětských vojsk bylo dobytí Debrecína, významného dopravního uzlu v jižním Maďarsku.
Skončila sice dobytím Debrecínu (a den po skončení i města Nyíregyháza) a postupem sovětských vojsk o 130-275 km dále, neumožnila však rychlý postup do Budapešti kvůli silnému německo-maďarskému odporu. Další cíl – odříznout armádní skupinu Wöhler – byl také nesplněný. Přesto se téměř bez přípravy začala ofenzíva dále směrem na západ, která vyvrcholila bitvou o Budapešť v prosinci 1944 až únoru 1945.